# L'An zéro de l'Allemagne
L'An zéro de l'Allemagne est un essai rédigé par Edgar Morin et publié par les Éditions de la Cité Universelle en 1946.
Edgar Morin écrit cet essai en 1945-46 alors qu'il était chef du bureau « Propagande » au Gouvernement militaire français à Baden-Baden (et membre du Parti communiste,). Ce livre arrive au moment du tournant communiste, où, après la stigmatisation de la culpabilité allemande, Staline déclare qu'Hitler passe et que le peuple allemand reste.[réf. souhaitée]

## Résumé
À la Libération, l'auteur écrit L’An zéro de l’Allemagne pour dresser un état des lieux de l'Allemagne. Il insiste sur l'état mental du peuple vaincu, en état de « somnambulisme », en proie à la faim et aux rumeurs. Il fournit une liste des rumeurs ayant trait à la haine des Alliés contre l'Allemagne.

## Influence
Le titre de l'ouvrage a été repris, avec l'accord d'Edgar Morin, par Roberto Rossellini pour son film Allemagne année zéro.